# Lake Tapawingo
Lake Tapawingo est une ville du comté de Jackson, dans le Missouri, aux États-Unis,. Située au centre du comté, elle est incorporée en 1963. La ville est nommée en référence au lac du même nom.

## Démographie
Lors du recensement de 2010, la ville comptait une population de 730 habitants. Elle est estimée, en 2016, à 724 habitants.

### Source de la traduction
- (en) Cet article est partiellement ou en totalité issu de l’article de Wikipédia en anglais intitulé « Lake Tapawingo, Missouri » (voir la liste des auteurs).